# Conus talis
Conus talis é uma espécie de gastrópode do gênero Conus, pertencente a família Conidae.